# Obrium akikoae
Obrium akikoae är en skalbaggsart som beskrevs av Tatsuya Niisato 1998. Obrium akikoae ingår i släktet Obrium och familjen långhorningar. Inga underarter finns listade i Catalogue of Life.